# (15257) 1990 RQ8
(15257) 1990 RQ8 là một tiểu hành tinh vành đai chính. Nó được phát hiện bởi Henri Debehogne ở Đài thiên văn La Silla ở Chile ngày 15 tháng 9 năm 1990.